# Glenochrysa principissa
Glenochrysa principissa is een insect uit de familie van de gaasvliegen (Chrysopidae), die tot de orde netvleugeligen (Neuroptera) behoort. 
Glenochrysa principissa is voor het eerst wetenschappelijk beschreven door Navás in 1915.